# Exetastes deuteromaurus
Exetastes deuteromaurus là một loài tò vò trong họ Ichneumonidae.